# 법전중학교
법전중학교(法田中學校)는 경상북도 봉화군 법전면 법전리에 있었던 공립 중학교이다.

## 학교 연혁
- 1975년 11월 14일: 법전중학교 설립 인가 (9학급)
- 1976년 3월 1일: 초대 박정양 교장 취임
- 1976년 3월 8일: 신입생 136명 입학
- 1976년 7월 1일: 개교식 거행
- 1979년 1월 19일: 제1회 졸업식 (127명 졸업)
- 2015년 3월 1일: 제25대 이선군 교장 취임
- 2016년 2월 18일: 제38회 졸업식(9명 졸업, 총 2,164명 졸업)
- 2016년 3월 2일: 2016학년도 입학식(5명 입학)
- 2017년 2월 28일: 폐교 및 인근 학교와 기숙형 중학교 청량중학교로 통합[1], 41년만에 폐업

## 참고 자료
- 법전중학교 - 한국교육학술정보원 학교알리미